# Antoine Giacomasso
Antoine Giacomasso, né le 10 septembre 1904 à Hautecourt-Romanèche et mort le 19 juillet 1987 à Grand-Charmont,, est un coureur cycliste français. Professionnel en 1927, il participe la même année au Tour de France.

## Palmarès
- 1924
  - 2e du Circuit du Mont-Blanc
- 1926
  - Annemasse-Bellegarde-Annemasse

## Résultats sur les grands tours

### Tour de France
1 participation
- 1927 : abandon (3e étape)